# 대만계 캐나다인
대만계 캐나다인은 동아시아 국가인 중화민국의 전체 또는 부분적인 조상을 가진 캐나다인이다. 캐나다에서 10만 명이 넘는 대만인이 시민권이나 영주권을 취득했다.

## 이민
대만인들은 1970년대부터 캐나다에 존재했지만, 그들 중 많은 이민자들이 미국으로 이주하여 대만계 미국인 및 중국계 미국인 공동체의 일부가 되었다. 1980년대 후반부터 많은 대만인들이 캐나다, 특히 브리티시컬럼비아주 밴쿠버와 인접 도시인 버너비, 리치먼드, 코퀴틀럼으로 이주하여 영구적인 대만계 캐나다인 공동체를 형성했다. 현재 메트로 밴쿠버 지역에는 캐나다에서 가장 큰 대만인 공동체가 있다. 토론토에도 확고한 대만인 공동체가 있지만, 밴쿠버보다 더 넓게 퍼져 있다. 북아메리카에서 더 긴 역사를 가진 대만계 미국인 공동체와 달리, 젊은 대만계 캐나다인의 대다수는 1세대 또는 1.5세대 이민자로, 중화민국에서 완전히 성장했거나 캐나다로 이민 오기 전에 중화민국에서 최소한 초등학교 또는 중학교 교육을 마친 사람들이다. 이는 많은 대만계 캐나다인 가구가 중화민국에서 사업과 직업에서 은퇴한 사람들이 가족(대부분 청소년 또는 성인 자녀와 함께)을 캐나다로 이주시킨 가구로 구성되어 있기 때문이다. 또한 주 소득자(보통 아버지)가 은퇴하지 않고 여전히 중화민국에서 사업을 하며 중화민국과 캐나다 간 잦은 여행이 필요하거나 심지어 일년 중 일부 또는 그 이상 가족과 떨어져 살아야 하는 대만계 캐나다인 가구도 많다(이러한 상황은 많은 홍콩계 중국인들에게도 전형적이다). 밴쿠버에는 상당한 규모의 와이성 대만인 공동체도 있으며, 번성 공동체와 규모 면에서 경쟁할 수 있지만, 이들은 자신들을 중국계 캐나다인으로 더 많이 인식하는 경향이 있다.

## 언어
1세대 또는 1.5세대 대만계 캐나다인(특히 번성 대만인)은 종종 관화와 민난어에 모두 능통하다. 그보다 적은 비율로 대만 하카계 후손들은 하카어도 구사한다. 2세대 중에는 영어가 선호하는 언어가 되는 경우가 많으며, 모국어 유창성은 다양하다. 따라서 많은 2세대 대만계 캐나다인은 대만어를 모국어로 사용하고 관화를 전혀 모를 수도 있고, 관화를 모국어로 사용하고 대만어를 거의 모를 수도 있다(후자는 타이베이 대도시권 출신 가족들 사이에서 특히 흔하다). 모국어를 유지하는 것은 부모의 노력과 개인이 중국어 학교를 통해 관화에 노출되는지에 달려 있다. 하카족 후손인 2세대는 모국어로 관화를 더 잘 구사하는 경향이 있다. 2011년 인구 조사에 따르면 9,635명이 대만어를 모국어로 사용한다고 보고했다.

## 밴쿠버 정착
많은 대만 이민자들은 최근(2011년 기준) 브리티시컬럼비아주 밴쿠버에 정착하여 성장하고 안정적인 대만계 캐나다인 공동체를 형성하고 있다. 그러나 이는 더 큰 홍콩계 중국인 이민자 기반의 존재로 인해 종종 간과된다. 중화민국 출신의 이민자들, 특히 미국에 가족이나 친척이 없는 사람들은 캐나다로 이민하는 것이 더 쉽다고 생각한다. 이들 대만 이민자들도 비교적 부유하며, 많은 홍콩계 중국인들처럼 밴쿠버의 높은 생활비를 감당할 수 있다. 메트로 밴쿠버 지역은 홍콩계 중국인과 대만인이 캐나다에 도착하기 전에 익숙했던 현대적인 경향을 반영하는 다양한 레스토랑, 식당 및 식료품점을 갖춘 현대적인 중국 쇼핑센터의 편리함과 편안한 생활을 제공한다. 밴쿠버에는 대만인보다 홍콩계 중국인이 더 많기 때문에, 이용 가능한 패션과 제품은 중화민국보다는 홍콩의 현대적인 경향을 더 많이 반영하는 경향이 있다. 이는 캘리포니아주의 산타클라라 밸리/실리콘 밸리 및 샌 개브리얼 밸리와 대조적인데, 이곳에는 대만계 후손들이 더 많은 비율을 차지하는 집중된 공동체가 있으며, 많은 중국 쇼핑센터, 레스토랑, 슈퍼마켓 및 기타 소매업체들이 현대 대만 경향을 더 많이 반영하는 경향이 있다. 미국에는 99 랜치 마켓이 있는 반면 캐나다에는 T&T 슈퍼마켓이 있다.

## 대만계 미국인
메트로 밴쿠버는 미국-캐나다 국경에서 남쪽으로 약 200km 떨어진 시애틀 대도시권의 대만계 미국인 방문객들도 끌어들인다. 밴쿠버는 미국-캐나다 국경 바로 남쪽에 있는 또 다른 대도시와 가까운 유일한 대규모 캐나다 도시이며, 두 도시 모두 잘 정립된 중국 및 대만 공동체를 가지고 있다.
시애틀 대도시권 전체는 밴쿠버보다 더 크고 오래 정립된 대만 인구를 가지고 있지만, 대만 주민들은 광범위한 지역에 퍼져 있으며 밴쿠버처럼 한 지역에 고도로 집중되어 있지 않다. 시애틀 국제 지구(차이나타운)에 있는 몇몇 "중국" 쇼핑센터 단지는 대만인 및 중국인이 소유할 수 있지만, 주로 비엣족 및 캄보디아인 혈통의 1세대 동남아시아인과 같은 다른 아시아인들에게 서비스를 제공한다. 특히 국제 지구 중심부에 있는 상점들은 오래 정립된 광둥어/토이산계 중국계 미국인(많은 미국 도시의 차이나타운 대부분을 건설한 최초 중국인의 후손)이 소유하고 있다. 시애틀은 샌프란시스코, 새너제이, 로스앤젤레스(모두 캘리포니아에 있으며 대규모 중국 및 대만 공동체를 가지고 있음)보다 밴쿠버에 훨씬 가깝다.
메트로 밴쿠버 지역은 이러한 대규모 캘리포니아 대도시 지역과 매우 유사한 대만 및 중국 공동체를 위한 편의 시설을 갖추고 있다. 미국-캐나다 국경 세관에서의 긴 대기 시간에도 불구하고, 중화민국과 홍콩의 음식 및 상업 제품(예: 음악 CD, 서적, 스낵류)을 위해 밴쿠버로 자동차 여행을 가는 것은 여전히 가치가 있다. 메트로 시애틀 지역 및 다른 아시아계 미국인 허브의 많은 대만계 미국인들도 밴쿠버의 대만계 캐나다인 가족들과 사업 및 사회적 관계, 가족 유대를 가지고 있다. 중국 및 대만 혈통의 대학생들(주로 워싱턴 대학교 시애틀 캠퍼스 출신)은 밴쿠버로 자주 자동차 여행을 한다.

## 저명한 대만계 캐나다인
- 차이 아신(蔡阿信), 최초의 대만인 여성 의사이자 일본 식민지 시대에 이민 온 소수의 이민자 중 한 명
- 안젤라 장(張韶涵), 대만의 가수이자 배우
- 브랜든 장(張卓楠), 대만과 홍콩의 예술가
- 테리 천, 영화 및 텔레비전 배우
- 잭키 추(祝釩剛), 배우이자 대만 그룹 183 클럽의 리드 싱어
- 가오이샹, 모델이자 배우
- 에드 힐, 수상 경력에 빛나는 스탠드업 코미디언
- 크리스틴 궈(苟芸慧), 홍콩을 기반으로 활동하는 배우
- 신디 리, T&T 슈퍼마켓 체인 설립자
- 셰렌 리, 영화 및 텔레비전 감독
- 렁충선(梁中心), 사업가이자 윌로데일의 연방 의원
- 체이스 탕(唐嘉壕), 대만계 캐나다인 배우, 모델, 정신 건강 옹호자
- 조셉 차이, 알리바바 그룹 부회장
- 폴 쳉, 대만 태생의 미국 및 캐나다 응용 수학자
- 제이슨 우(吳季剛), 맨해튼을 기반으로 활동하는 패션 디자이너
- 펑위옌(彭于晏), 대만의 배우이자 가수
- 제레미 왕, 트위치 스트리머이자 유튜브 유명인사
- 장유바이, 대만계 캐나다인 디자이너이자 사업가
- 자오유팅(趙又廷), 대만계 캐나다인 배우, 모델
- 에밀리오 에스테베스(蔡立靖), ADO 덴 하흐 및 대만 축구 선수

## 같이 보기
- 토론토 불광산사
- 링옌산사
- 대만인
- 대만 정체성
- 대만 요리
- 대만계 미국인
- 아시아계 캐나다인
- 토론토 대만계 캐나다인 협회
- 동아시아계 캐나다인